# 타인들 속에서
《타인들 속에서》(영어: Among Others)는 조 월턴의 2011년 장편소설이다. 대한민국에는 아작에서 김민혜 번역으로 출간되었다.

## 작품 소개
2012년 휴고상과 네뷸러상, 영국판타지문학상을 수상하고 세계판타지문학상과 로커스상에도 최종 노미네이트된 영국 웨일스 출신 작가 조 월튼의 대표작 『타인들 속에서』. 만약 내 어머니가 세상을 지배하려는 사악한 마녀라면? 어머니의 음모를 저지하려다가, 쌍둥이 자매를 잃고 불구의 몸까지 된 열다섯 살 소녀는 홀로 본 적도 없는 아버지를 찾아간다. 아버지에겐 세 명의 쌍둥이 고모가 있어, 소녀를 평범한 아이로 만들어 버리려고 호시탐탐 소녀를 노린다. 소녀는 SF와 판타지 소설에 탐닉하면서, 타인들 속에서 고독에 맞서다가 자신만의 카라스(서로 진정으로 연결된 사람들의 무리)를 만나 조금씩 세상을 향해 나아가고 마침내 마녀인 엄마와 한판 대결을 벌이는데…!